# Anneliese Rubie
Anneliese Rubie-Renshaw (Canberra, 22 de abril de 1992) es una deportista de Australia que compite en atletismo. Participó en dos Juegos Olímpicos, en Río de Janeiro 2016 y Tokio 2020, ocupando en ambas ocasiones el séptimo lugar en la prueba de 4 × 400 m.